# イット・ウォント・ビー・スーン・ビフォー・ロング
『イット・ウォント・ビー・スーン・ビフォー・ロング』（It Won't Be Soon Before Long）はアメリカのバンド、マルーン5の2ndアルバム。日本ではユニバーサルミュージックから発売された。

## 解説
プロデューサーにはマイク・エリゾンド（Mike Elizondo）、マーク“スパイク”ステント（Mark "Spike" Stent）、Mark Endert、エリック・ヴァレンタイン（Eric Valentine）が参加しており、アダム・レヴィーンは「前作のゆったりしたJazzyなサウンドと対照的なことをやりたかった」と述べている。具体的にはプリンスの『ダーティ・マインド』（Dirty Mind）・『戦慄の貴公子』（Controversy）や、マイケル・ジャクソンの『オフ・ザ・ウォール』・『スリラー』、トーキング・ヘッズのサウンドといった80年代のダンス・ミュージックの音作りを目指した。
収録曲「グッドナイト・グッドナイト」はアメリカのTVドラマ『CSI:ニューヨーク』第5シーズン第2話「死者の書」（Page Turner）にメンバーが出演し、ドラマの中で披露している。ボーナス・トラックに収録されている「ルージング・マイ・マインド」は、TVドラマ『グレイズ・アナトミー 恋の解剖学』第4シーズン第15話の原題タイトルに採用されている。また、「イフ・アイ・ネヴァー・シー・ユア・フェイス・アゲイン」はリアーナとデュエットした別バージョンもあり、音楽配信されている。
日本では同年8月から「ウォント・ゴー・ホーム・ウィズアウト・ユー」がトヨタ自動車「ヴィッツ」CMソングに起用された（2010年にはアサヒ「スタイルフリー」CMソングにも起用された）。11月21日にはCDシングル「ウォント・ゴー・ホーム・ウィズアウト・ユー」が発売され、カップリングには「ハッピー・クリスマス（戦争は終った）」のカバーが収録されている。
2008年2月20日には、未発表曲やライヴ映像などを加えたCDとDVDの2枚組『イット・ウォント・ビー・スーン・ビフォー・ロング〜リミテッド・デラックス・エディション』が発売され、メアリー・J. ブライジをフィーチャーした「ウェイク・アップ・コール」のマーク・ロンソンによるリミックスも収録されている。

### チャート
全米では発売1週目に43万枚を売り上げ、Billboard 200初登場1位を獲得した（その内およそ10万2,000件はデジタル・セールスであり、リンキン・パークが『ミニッツ・トゥ・ミッドナイト』で打ち立てた8万4,000件の記録を塗り替え、当時の週間デジタル・セールスの最高記録を作った）。デジタル・アルバムチャートでも1位を獲得し、アメリカのiTunes Storeでは2007年の年間ダウンロード・アルバム・チャート1位となった。
全英アルバムチャートでも1位を獲得した。

## 収録曲
| #   | タイトル                                                                                 | 作詞・作曲                                                   | プロデュース                                                                            | 時間 |
| --- | ---------------------------------------------------------------------------------------- | ------------------------------------------------------------ | --------------------------------------------------------------------------------------- | ---- |
| 1.  | 「イフ・アイ・ネヴァー・シー・ユア・フェイス・アゲイン」(If I Never See Your Face Again) | アダム・レヴィーン／ジェイムス・ヴァレンタイン               | マイク・エリゾンド／マーク“スパイク”ステント（Additional Production: Mark Endert）      | 3:21 |
| 2.  | 「メイクス・ミー・ワンダー」(Makes Me Wonder)                                            | アダム・レヴィーン／ジェシー・カーマイケル／ミッキー・マデン | Mark Endert                                                                             | 3:31 |
| 3.  | 「リトル・オブ・ユア・タイム」(Little Of Your Time)                                      | アダム・レヴィーン                                           | エリック・ヴァレンタイン                                                                | 2:17 |
| 4.  | 「ウェイク・アップ・コール」(Wake Up Call)                                               | アダム・レヴィーン／ジェイムズ・ヴァレンタイン               | マイク・エリゾンド／マーク“スパイク”ステント／サム・ファラー（Co-Produce: Mark Endert） | 3:21 |
| 5.  | 「ウォント・ゴー・ホーム・ウィズアウト・ユー」(Won't Go Home Without You)                | アダム・レヴィーン                                           | マイク・エリゾンド／マーク“スパイク”ステント                                            | 3:51 |
| 6.  | 「ナッシング・ラスツ・フォーエヴァー」(Nothing Lasts Forever)                            | アダム・レヴィーン                                           | マイク・エリゾンド／マーク“スパイク”ステント                                            | 3:07 |
| 7.  | 「キャント・ストップ」(Can't Stop)                                                       | アダム・レヴィーン／ジェイムズ・ヴァレンタイン               | エリック・ヴァレンタイン                                                                | 2:32 |
| 8.  | 「グッドナイト、グッドナイト」(Goodnight Goodnight)                                      | アダム・レヴィーン                                           | マイク・エリゾンド／マーク“スパイク”ステント                                            | 4:03 |
| 9.  | 「ノット・フォーリング・アパート」(Not Falling Apart)                                    | アダム・レヴィーン                                           | マイク・エリゾンド／マーク“スパイク”ステント                                            | 4:03 |
| 10. | 「キウイ」(Kiwi)                                                                         | アダム・レヴィーン／ジェシー・カーマイケル                   | マイク・エリゾンド／マーク“スパイク”ステント                                            | 3:34 |
| 11. | 「ベター・ザット・ウィ・ブレイク」(Better That We Break)                                 | アダム・レヴィーン                                           | マイク・エリゾンド／マーク“スパイク”ステント                                            | 3:06 |
| 12. | 「バック・アット・ユア・ドア」(Back At Your Door)                                        | アダム・レヴィーン／ジェシー・カーマイケル                   | Mark Endert                                                                             | 3:47 |

| #   | タイトル                                                           | 作詞・作曲                                 | プロデュース                                 | 時間 |
| --- | ------------------------------------------------------------------ | ------------------------------------------ | -------------------------------------------- | ---- |
| 13. | 「アンティル・ユー・アー・オーヴァー・ミー」(Until You're Over Me) | アダム・レヴィーン                         | マイク・エリゾンド／マーク“スパイク”ステント | 3:15 |
| 14. | 「インファチュエイション」(Infatuation)                            | アダム・レヴィーン                         | マイク・エリゾンド／マーク“スパイク”ステント | 4:25 |
| 15. | 「ルージング・マイ・マインド」(Losing My Mind)                     | アダム・レヴィーン／ジェシー・カーマイケル | マイク・エリゾンド／マーク“スパイク”ステント | 3:21 |

### 『イット・ウォント・ビー・スーン・ビフォー・ロング〜リミテッド・デラックス・エディション』
CD（日本盤トラック）
| #   | タイトル | 作詞 | 作曲・編曲 | 時間 |
| --- | --- | ---- | ---------- | ---- |
| 16. | 「ウェイク・アップ・コール（マーク・ロンソン リミックス feat. メアリー・J. ブライジ）」(Wake Up Call (Mark Ronson Remiz feat. Mary Jane Blige)) |      |            | 3:16 |
| 17. | 「ザ・ウェイ・アイ・ワズ」(The Way I Was) |      |            | 4:20 |
| 18. | 「ストーリー」(Story) |      |            | 4:33 |
| 19. | 「ウォント・ゴー・ホーム・ウィズアウト・ユー（アコースティック）」(Won't Go Home Without You (Acoustic))                                        |      |            | 4:06 |

DVD
| #  | タイトル                                                                  | 作詞 | 作曲・編曲 | 内容                                                            |
| -- | ------------------------------------------------------------------------- | ---- | ---------- | --------------------------------------------------------------- |
| 1. | 「メイクス・ミー・ワンダー」(Makes Me Wonder)                             |      |            | ミュージック・ビデオ                                            |
| 2. | 「ウェイク・アップ・コール」(Wake Up Call)                                |      |            | ミュージック・ビデオ                                            |
| 3. | 「ウォント・ゴー・ホーム・ウィズアウト・ユー」(Won't Go Home Without You) |      |            | ミュージック・ビデオ                                            |
| 4. | 「メイクス・ミー・ワンダー」(Makes Me Wonder)                             |      |            | ライヴ・フッテージ （プレミアム・ライヴ・イン・ジャパン WOWOW） |
| 5. | 「ディス・ラヴ」(This Love)                                               |      |            | ライヴ・フッテージ （プレミアム・ライヴ・イン・ジャパン WOWOW） |
| 6. | 「サンデイ・モーニング」(Sunday Morning)                                  |      |            | ライヴ・フッテージ （プレミアム・ライヴ・イン・ジャパン WOWOW） |

## クレジット
- アダム・レヴィーン：ボーカル、ギター、（ドラム on "ベター・ザット・ウィ・ブレイク"）
- ジェイムス・ヴァレンタイン（James Valentine）：ギター
- ジェシー・カーマイケル（Jesse Carmichael）：キーボード、ギター
- ミッキー・マデン（Mickey Madden）：ベース
- マット・フリン（Matt Flynn）：ドラム

0
| - マイク・エリゾンド：プロデュース、ドラムプログラミング、キーボード、ギター、ピアノ、ベース、キーボード - マーク“スパイク”ステント：プロデュース、ミックス、レコーディング - Mark Endert：プロデュース、プロダクション、ミックス、レコーディング、アレンジ、ドラム・プログラミング、キーボード - エリック・ヴァレンタイン：プロデュース、ミックス、レコーディング - Sam Farrar：プロデュース、アレンジ、ドラム・プログラミング、キーボード - Ryan Dusick：ミュージカル・ディレクター - テッド・ジェンセン：マスタリング - Jason Lader：アレンジ - Adam Hawkins：Pro Tools レコーディング・エンジニア - Eric "Dream" Weaver：アシスタント・エンジニア - Jay Going：アシスタント・エンジニア - Doug Tyo：アシスタント・エンジニア - Graham Hope：アシスタント・エンジニア - Chris Roach：アシスタント・エンジニア - Alex Dromgoole：ミックス・アシスタント - David Emery：ミックス・アシスタント、デジタル編集 - Doug Johnson：デジタル編集 - Erik Swanson：デジタル編集 | - Lenny Castro：パーカッション - Ross Garfield：ドラム・パーカッションテック - Tony Adams：パーカッションテック - Eric Garfain：ストリングス・アレンジ - デヴィッド・キャンベル：ストリングス・アレンジ、ホルン・アレンジ、指揮 - Jerry Hey：ホルン - Gary Grant：ホルン - Bill Reichenbach：ホルン - Daniel Higgins：ホルン - Matthew Teal：バンドテック、キーボード - Adam MacDougall：キーボード - ラシダ・ジョーンズ：ボーカル - Len Peltier：ディレクター、デザイン - Andrew Zuckerman：カヴァー・フォトグラフィー - Wendy Sue Lamm：ブックレット・フォトグラフィー - 妹沢奈美：日本盤ライナーノーツ - ハシム・バルーチャ：日本盤歌詞対訳 |

## 受賞
2007年
- ビルボード・ミュージック・アワード「トップ・デジタル・アルバム」

2008年
- 第50回グラミー賞「最優秀ポップ・パフォーマンス賞デュオ/グループ」（「メイクス・ミー・ワンダー」）[32]